# Kehlbach (Steinbach am Wald)
Kehlbach ist ein Gemeindeteil von Steinbach am Wald im oberfränkischen Landkreis Kronach in Bayern.

## Geographie
Das Kirchdorf Kehlbach liegt in einer Waldlichtung auf einer Hochfläche des Frankenwaldes. Im Ort entspringt der Aubach, ein rechter Nebenfluss der Haßlach. Das Gebiet im Nordwesten beim Kleinen und Großen Bärenbach ist als Naturschutzgebiet ausgezeichnet. Die Kreisstraße KC 19/KC 9 führt nach Buchbach (3 km südwestlich) bzw. zur Staatsstraße 2209 (2,7 km nördlich). Gemeindeverbindungsstraßen führen nach Windheim zur Kreisstraße KC 35 (2,2 km südöstlich) und die St 2209 kreuzend nach Ludwigsstadt zur Bundesstraße 85 (7 km nordöstlich). Kehlbach ist der am höchsten gelegene Ort im Landkreis Kronach.

## Geschichte
Kehlbach wurde im Rahmen einer Rodungswelle auf den Hochflächen des Frankenwaldes, die von Ende des 12. Jahrhunderts bis Anfang des 13. Jahrhunderts dauerte, angelegt. Im Jahr 1187 schenkte der Bamberger Bischof Otto II. den Wald „Winthagen“ im Umkreis von Windheim dem Kloster Langheim. Im Jahr 1222 wurde Kehlbach als „Keldabach“ erstmals urkundlich erwähnt, als  Heinrich von Lauenstein seine Güter zu Kehlbach dem Kloster Langheim abtreten musste, da sie eine Schenkung seiner Eltern an das Kloster waren. Nachdem das Kloster in wirtschaftliche Schwierigkeiten geraten war, verkaufte es 1388 seine Besitzungen im Frankenwald an das Hochstift Bamberg.
Gegen Ende des 18. Jahrhunderts gab es in Kehlbach 30 Anwesen. Das Hochgericht und die Dorf- und Gemeindeherrschaft übte das bambergische Centamt Teuschnitz aus. Das Kastenamt Teuschnitz war Grundherr über alle Anwesen (1 Eineinhalbgut, 3 Fünfviertelgüter, 4 ganze Güter, 6 halbe Güter, 4 Viertelgüter, 6 Tropfhäuser, 6 Häuser). Neben den Anwesen gab es 1 Kirche und 5 Halbgüter, die unbewohnt waren.
Infolge der Säkularisation kam der Ort 1803 zu Bayern. Mit dem Ersten Gemeindeedikt wurde Kehlbach dem 1808 gebildeten Steuerdistrikt Buchbach zugewiesen. Mit dem Zweiten Gemeindeedikt entstand 1818 die Ruralgemeinde Kehlbach. Sie gehörte in Verwaltung und Gerichtsbarkeit zum Landgericht Teuschnitz und in der Finanzverwaltung zum Rentamt Rothenkirchen (1919 in Finanzamt Rothenkirchen umbenannt). 1837 wurde Kehlbach dem Landgericht Ludwigsstadt zugewiesen. Von 1862 bis 1880 und von 1888 bis 1931 gehörte Kehlbach zum Bezirksamt Teuschnitz, von 1880 bis 1888 und ab 1931 zum Bezirksamt Kronach (1939 in Landkreis Kronach umbenannt). Die Gerichtsbarkeit blieb beim Landgericht Ludwigsstadt (1879 in das Amtsgericht Ludwigsstadt umgewandelt, das 1956 zu einer Zweigstelle des Amtsgerichts Kronach wurde). Die Finanzverwaltung wurde 1929 vom Finanzamt Kronach übernommen. Die Gemeinde hatte ursprünglich eine Fläche von 10,032 km², die sich spätestens 1904 auf 4,589 km² verringerte.
Am 1. Januar 1974 wurde Kehlbach nach Steinbach am Wald eingemeindet.

### Baudenkmal
- Kirchbergstraße 21: Katholische Filialkirche Zu den Sieben Schmerzen Mariä

### Einwohnerentwicklung
| Jahr | Einwohner | Häuser | Quelle |
| ---- | --------- | ------ | ------ |
| 1818 | 199       | 30     | [ 6 ]  |
| 1840 | 313       |        | [ 11 ] |
| 1852 | 277       |        | [ 11 ] |
| 1855 | 287       |        | [ 11 ] |
| 1861 | 299       |        | [ 12 ] |
| 1867 | 317       |        | [ 13 ] |
| 1871 | 312       | 42     | [ 14 ] |
| 1875 | 333       |        | [ 15 ] |
| 1880 | 321       |        | [ 16 ] |
| 1885 | 275       | 47     | [ 7 ]  |
| 1890 | 286       | 47     | [ 17 ] |
| 1895 | 296       |        | [ 11 ] |
| 1900 | 282       | 44     | [ 8 ]  |

| Jahr | Einwohner | Häuser | Quelle |
| ---- | --------- | ------ | ------ |
| 1905 | 280       |        | [ 11 ] |
| 1910 | 282       |        | [ 18 ] |
| 1919 | 351       |        | [ 11 ] |
| 1925 | 407       | 59     | [ 19 ] |
| 1933 | 433       |        | [ 20 ] |
| 1939 | 444       |        | [ 20 ] |
| 1946 | 472       |        | [ 20 ] |
| 1950 | 457       | 70     | [ 21 ] |
| 1952 | 448       |        | [ 20 ] |
| 1961 | 458       | 88     | [ 22 ] |
| 1970 | 448       |        | [ 23 ] |
| 1987 | 425       | 114    | [ 24 ] |
| 2017 | 330       |        | [ 1 ]  |

### Wappen
Blasonierung: „In Blau über einem gesenkten silbernen Wellenbalken zwei schräg gekreuzte goldene Glaspfeifen mit silbernem Glas, beseitet im oberen und unteren Winkel der Glasbohrrohre von einem silbernen Schneekristall.“

## Religion
Die katholische Filialkirche St. Marien, die auf eine Kapelle zurückgeht, wurde 1954 erbaut und am 17. Oktober desselben Jahres geweiht. Sie war ursprünglich eine Filiale von St. Nikolaus in Windheim. Mittlerweile ist sie der Pfarrei St. Heinrich in Steinbach am Wald zugeordnet. Die Einwohner des Ortes waren bis zur ersten Hälfte des 20. Jahrhunderts fast ausschließlich katholisch.